# Ficus platyphylla
Ficus platyphylla är en mullbärsväxtart som beskrevs av Del.. Ficus platyphylla ingår i släktet fikonsläktet, och familjen mullbärsväxter. Inga underarter finns listade i Catalogue of Life.